# Inbördeskriget i Dominikanska republiken
Inbördeskriget i Dominikanska republiken, mer känt som Guerra de Abril, utkämpades mellan 24 april och 3 september 1965 i Dominikanska republiken. Konflikten utkämpades främst i Dominikanska republiken, och blev en av de blodigaste och dödligaste i landet under 1900-talet.
Kriget hade sin grund i militärrevolter, och misstankar om att PRD skulle vara kommunister. Detta stöddes av USA, som drog sig in genom Operation Power Pack. Då kriget var över hade president Juan Bosch avsatts, och Joaquín Balaguer valdes i stället.